# 平尾充庸
平尾 充庸（ひらお あつのぶ、1989年4月4日 - ）は、日本の男子バスケットボール選手である。ポジションはポイントガード。徳島県出身。茨城ロボッツ所属。

## 来歴
兄弟がミニバスケットボールをしていた影響で6歳からバスケを始める。ミニバス時代から全国大会を経験し、徳島市立南部中学校時にはジュニアオールスターに選ばれている。
2005年4月、明徳義塾高等学校へ入学する。1学年上の先輩にファイ・サンバが、1学年後輩に中島良史がいる。1年時よりベンチメンバー入りし、インターハイとウインターカップに出場。2年生時よりスタメンになり2006年ウインターカップでベスト8。3年生時に高知県選抜のメンバーとして国体でベスト8。国体でのチームメイトに小原良公がいる。
2008年、天理大学へ進学する。再びファイ・サンバとプレーする。2011年インカレ3位、李相佰杯には2010年・2011年と2年連続で選ばれ、特に2011年は関西の大学から唯一選ばれている。
2012年、大学を卒業後パナソニックトライアンズに加入する。2013年1月の天皇杯で優勝に貢献したものの、チームは1年で休部となった。
2013年オフ、東芝ブレイブサンダース神奈川に移籍する。NBL2013-14シーズン優勝に貢献したものの、篠山竜青や山下泰弘の前に出場機会は限られた。
2014年オフ、広島ドラゴンフライズへ移籍する。アシスタントコーチの大野篤史はパナソニック時代に指導を受けた関係にある。この年からNBLに参加する広島において、初代キャプテンを務めた。
2016年 バンビシャス奈良に移籍。
2017年 茨城ロボッツに移籍。
2020-21 SEASONには、2019-20SEASONまで3シーズン連続でキャプテンを務めた眞庭城聖に代わってキャプテンを務めることとなった。

## 記録
| シーズン    | チーム       | GP | GS | MPG  | FG%  | 3P%  | FT%  | RPG | APG | SPG | BPG | TO  | PPG |
| ----------- | ------------ | -- | -- | ---- | ---- | ---- | ---- | --- | --- | --- | --- | --- | --- |
| JBL 2012-13 | パナソニック | 30 |    | 6.3  | .393 | .412 | .730 | 0.4 | 0.5 | 0.3 | 0   | 0.8 | 2.7 |
| NBL 2013-14 | 東芝神奈川   | 21 |    | 6.5  | .467 | .476 | .611 | 0.5 | 0.4 | 0.0 | 0.0 | 0.6 | 2.7 |
| NBL 2014-15 | 広島         | 49 |    | 28.7 | .366 | .341 | .769 | 1.8 | 3.9 | 0.9 | 0.0 | 1.9 | 7.8 |
| NBL 2015-16 | 広島         |    |    |      |      |      |      |     |     |     |     |     |     |

## ギャラリー

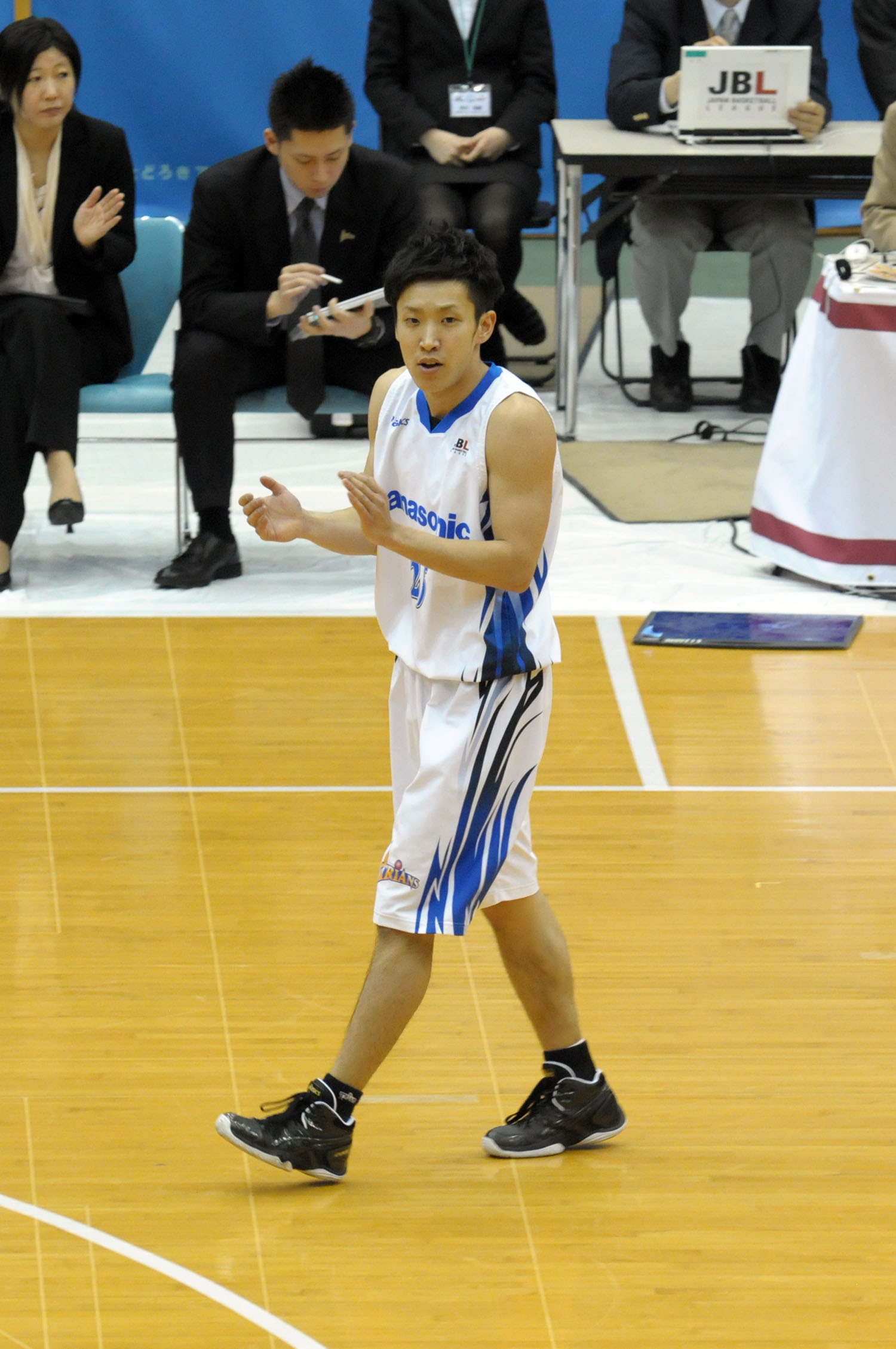
2013年トライアンズ